# Karlskrona2
Karlskrona2 es uno de los proyectos o herramientas desarrollados por el grupo artístico danés Superflex, en colaboración con el arquitecto Rune Nielsen. El proyecto aspira, desde 1999, a crear una versión digital de la ciudad sueca de Karlskrona. La copia es accesible a los ciudadanos de Karlskrona vía Internet. En ella, las representaciones digitales de los ciudadanos (avatares) y de las calles del centro de la ciudad crean una réplica virtual de la estructura y las relaciones personales en la ciudad real. La Karlskrona virtual es visible en la ciudad real a través de una proyección de vídeo a gran escala en la plaza principal de la ciudad. En ella los ciudadanos pueden reunirse en el espacio real para seguir las actividades de sus avatares y considerar las divergencias entre Karlskrona y Karlskrona2.

## La herramienta
El proyecto está diseñado como un experimento de investigación, usando internet más como una red local que como una herramienta de comunicación global. Karlskrona2 es un “espacio libre”, en el sentido de no tener que obedecer las normas legales, económicas o sociales de Karlskrona. Al mismo tiempo, está habitado por al menos parte de la misma comunidad de individuos que la ciudad real, llevando el reto de la realidad virtual a las vidas de vecinos y amigos. Inicialmente, Karslkrona2 es una replica exacta de la ciudad pero a medida que sus ciudadanos virtuales se encuentran e interactúan las cosas cambian, los edificios redefinen su función, las jerarquías sociales se alteran, las leyes son reconstituidas y renovadas. 
¿Hasta qué punto se producirá el cumplimiento de las fantasías individuales o colectivas?. Karlskrona2 es quizás un modelo para otros lugares y situaciones. En Wolfsburg, Alemania se puso en practica un proyecto similar; Wolfsburg2.

Superflex con sus proyectos provee herramientas que se basan en su interés específico en el compromiso social. La instalación se desarrolla en colaboración con distintos expertos que añaden sus propios intereses específicos. Cualquiera que lo desee puede asumir estas herramientas y ponerlas en funcionamiento. Los escenarios resultantes, una sucesión constantemente cambiante de posibilidades, continuarán mientras los intereses permanezcan vivos.

## Diseño social
Existen al menos tres acepciones para el término diseño social: la que apela a la responsabilidad social del profesional, la que pone en valor la dimensión económico-social de su trabajo, en campos como el diseño de productos (industriales y artesanales), de servicios, de sistemas (incluidos los sociales), arquitectura, urbanismo, comunicación...entre otros y la que pretende convertir la actividad del diseño de empresas y organizaciones en general (incluidas las estructuras sociales) en una actividad científica. Superflex es considerado como un grupo de artistas que destaca por el hincapié que pone en la acción, difusión y/o debate de sus propuestas estéticas. Con el proyecto Karlskrona2 Superflex se interesa por las consecuencias de tratar con una ciudad virtual, en el sentido de cómo dos comunidades, la ficticia y la real, se afectan la una a la otra.
Nicolás Bourriaud dice de Karlskrona2 que «al poder acceder mediante internet es posible hacer que un grupo funcione de manera diferente, y que esto es suficiente para vivir una vida de manera diferente. Bourriaud además se pregunta si se podría decir que se trata de una vida virtual. Y afirma que no, que se trata de algo muy pagmático: los políticos locales no son menos 'virtuales' en su supuesta realidad que sus homólogos electrónicos, y que sólo aquellos que creen en la metafísica, es decir, en una separación radical entre la esencia y la existencia, pueden mantener que el mundo virtual es un mundo de ilusiones. Todos los políticos concretos son de la misma naturaleza virtual. Y Karlskrona2 es una herramienta política».

## Democracia radical
Superflex investiga procesos de comunicación en los que el poder, la hegemonía, la aseveración y la opresión, así como la ganancia o pérdida de terreno se hace evidente. Distintas partes interesadas, individuales o grupales, entran en escena con intereses específicos y pelean para imponerlos. El punto no es meramente definir una expresión cultural, sino asegurar y especificar su relación con la realidad (en el sentido de la representación) para legitimar los propios intereses de cada uno. Los proyectos de Superflex no sólo conducen a una mayor sensibilidad hacia la existencia de discursos ideológicos, también reflejan contradicciones y controversias, y muestran que cualquier individuo que entre en este campo ya está siendo definido por otros discursos y prácticas. Las mismas batallas ideológicas se inscriben y articulan en un campo de discursos económicos, culturales y políticos. Los proyectos de Superflex muestran una comprensión modificada de la práctica artística. Su punto de partida es una sociedad heterogénea y compleja. Cuando reúnen además del proyecto y el equipo de desarrollo, a los usuarios, tienen en cuenta los intereses específicos de cada grupo individual, sus diferentes oportunidades de articulación, sus intereses y proyecciones. Aquí, las instituciones artísticas y sus representantes no tienen asignado un papel destacado, simplemente representan a socios colaboradores potenciales con sus propios intereses específicos.
Los filósofos de la política Ernesto Laclau y Chantal Mouffe han perfilado la necesidad de una democracia radical: La democracia radical pide que se reconozca la diferencia -lo particular, lo múltiple, lo heterogéneo- en efecto, todo lo que ha sido excluido del concepto abstracto de hombre. La democracia radical pide «la creación de nuevas posiciones subjetivas que permitan la articulación común de, por ejemplo, el anti-racismo, el anti-sexismo y el anti-capitalismo. Estas luchas no convergen espontáneamente. Con el fin de establecer equivalencias democráticas, es necesario un nuevo sentido común; uno que transformaría la identidad de grupos diferentes para que las demandas de cada grupo se pudiesen articular con las de otros de acuerdo con el principio de equivalencia democrática. Porque no se trata solo de establecer una mera equivalencia entre intereses dados, sino de modificar realmente la misma identidad de estas fuerzas». Tomado en este sentido, la práctica artística significa una intervención cultural que media entre diferentes intereses o al menos, los hace visibles. Ha de eliminarse la noción de sujeto soberano, autoreferencial a favor de un sujeto contingente que no pueda contar en ninguna clase de evidencia o universal y que deba moverse en un campo de relaciones de poder que lo reconstituya continuamente. Con sus proyectos, Superflex intenta crear las condiciones para crear nuevas formas de pensar, actuar, hablar e imaginar. Con este fin, hacen tanto uso de su competencia estética, como de su compromiso social. Bajo esta luz, el trabajo de Superflex no es utópico sino emancipatorio en el sentido de la democracia radical.

## Karlstrona2 y Superchannel
Superchannel es un sistema de bajo coste que permite distribuir producciones audiovisuales en internet casi a tiempo real. Al mismo tiempo, permite desarrollar un chat en el mismo sitio web en el que se emite el video, y por medio del chat, el espectador puede enviar mensajes directamente al estudio de producción, y así posiblemente influir la producción en curso. Además de esta tecnología, también incluye un servidor anexo a través del cual es posible tener acceso a producciones anteriores. 
Superchannel, como Karlstrona2, son herramientas a través de las cuales Superflex investiga los efectos de la ciudad virtual en la ciudad real y explora la cuestión de hasta que punto las dos comunidades son capaces de influenciarse entre sí. Además del video y el audio en directo, y las habitaciones de chat y texto de Karlstrona2, Superchannel -un proyecto en colaboración con Sean Treadway - proporciona una oportunidad para mostrar fotogramas o animaciones. Superchannel está abierto a cualquier persona interesada, aunque personas concretas de distintas disciplinas pueden ser específicamente invitadas para tomar parte. El tiempo de difusión puede ser reservado directamente en el estudio o vía internet. Todas las actividades llevadas a cabo se ensamblan en un archivo virtual para permitir el acceso al desarrollo del proyecto.
La colisión de diversos discursos ideológicos resulta más evidente con Karlskrona2 y Superchannel: estas plataformas son creadas en una forma condensada que demuestra la controversia entre actitudes, interpretaciones e ideas diversas. La copia digital exacta de Karlskrona es accesible a los habitantes de la ciudad vía internet. Cualquiera sin acceso privado a internet podría acceder desde las bibliotecas, los cafés o las universidades de la ciudad o utilizar una terminal cercana a la pantalla gigante para moverse por la ciudad virtual como un avatar (una representación digital de uno mismo), planteando iniciativas, haciendo negocios o haciendo cambios en la arquitectura. Los avatares podían asignarse una identidad de género o étnica, pero a través de sus expresiones y acciones pueden asumir cualquier rol y abandonarlo después. A través de la pantalla gigante instalada en Karlskrona1 es posible observar los cambios diarios de Karlskrona2, por lo cual el espacio real y el virtual se entrelazan. Karlskrona2 se convierte en un espacio de experimentación en el cual las normas políticas, económicas y sociales se redefinen. Cada uno de los posibles participantes trae su propio punto de vista acerca de la vida en la ciudad y sus fantasías, anhelos y nociones utópicas se confrontan con las de los demás. De este modo, es posible que patrones comunales tradicionales de Karlskrona1 aparezcan en Karlskrona2. Al mismo tiempo, es también posible que fantasías individuales o colectivas produzcan cambios en Karlskrona1